# Норман, Йон
Йон Норман (швед. John Norman; род. 6 января 1991, Стокгольм) — шведский хоккеист, нападающий. Игрок клуба «Юргорден» и сборной Швеции по хоккею с шайбой.

## Биография
Старший из пяти братьев в семье. В хоккей играть начинал в любительском клубе «Дандерюд». На юниорском уровне дебютировал в сезоне 2005/06 в клубе «Стоксунд». В 2007 году перешёл в «Юргорден». В сезоне 2008/09 впервые сыграл на высшем уровне — 27 февраля 2009 года против «Шеллефтео». Выступал в команде до 2011 года, затем переехал в Финляндию, в «Кярпят». В следующем году вернулся на родину. 3 сезона провёл в «Шеллефтео», в составе команды стал чемпионом Швеции. В 2016 году подписал контракт с нижегородским «Торпедо» на один год. В шведской сборной на первенстве планеты впервые сыграл в 2016 году. В 2017 году перебрался в другой хоккейный клуб КХЛ — хельсинкский «Йокерит».